# كاي هانسن (فنان)
كاي هانسن (بالألمانية: Kai Hansen)‏ (و. 1963  م) هو عازف قيثارة، ومغني، وموسيقي ألماني، ولد في هامبورغ.

## روابط خارجية
- كاي هانسن على موقع ميوزك برينز (الإنجليزية)
- كاي هانسن على موقع قاعدة بيانات برودواي على الإنترنت (الإنجليزية)
- كاي هانسن على موقع أول ميوزيك (الإنجليزية)
- كاي هانسن على موقع ديسكوغز (الإنجليزية)